# Ischnoceros lehmannnitschei
Ischnoceros lehmannnitschei là một loài tò vò trong họ Ichneumonidae.